# Art for Art's Sake
Art for Art's Sake is een single van 10cc. Het is afkomstig van hun vierde album How Dare You!.
Het nummer is gebaseerd op een uitspraak van de vader van Graham Gouldman, Art for Art’s Sake, Money for God’s Sake. Tegelijkertijd is het een richting in de kunst, l’art pour l’art, kunst omwille van de kunst, later in de popmuziek verbasterd tot : als het verkoopt is het kunst. Het is een a-typische single, want er valt nauwelijks op te dansen (disco) of te rocken, de twee stromingen die gedurende die jaren met elkaar in een (figuurlijke) strijd waren verwikkeld. De B-kant werd gevormd door Get It while You Can.

## Musici
- Eric Stewart – zang, piano, elektrische piano, gitaar, zessnaren bas, fuzzbasgitaar,
- Graham Gouldman – gitaar, koebel, tamboerijn, achtergrondzang
- Lol Creme – zang, gitaar, maraca's, moog, blokfluit, achtergrondzang
- Kevin Godley – slagwerk, tempelblokken, achtergrondzang.

## Lijsten
Het lied haalde in Engeland de vijfde plaats en in Ierland de vierde plaats in de hitparade. In Nieuw-Zeeland stond het 24 weken in de lijst met een hoogste plaats op nummer 6. In Nederland werd het minder verkocht; het haalde geen notering.
Graham Gouldman · Eric Stewart · Kevin Godley · Lol Creme

Paul Burgess · Rick Fenn · Stuart Tosh · Duncan Mackay · Tony O'Malley